# Vietnow
Vietnow è un singolo del gruppo rap metal statunitense Rage Against the Machine, pubblicato nel 1997 ed estratto dall'album Evil Empire.
Il brano è stato scritto da Zack de la Rocha e composto dai Rage Against the Machine.

## Tracce
1. Vietnow
2. Clear the Lane
3. Intro/Black Steel in the Hour of Chaos (Live)
4. Zapata's Blood (Live)